# Libehna
Libehna ist ein Ortsteil der gleichnamigen Ortschaft der Stadt Südliches Anhalt im Landkreis Anhalt-Bitterfeld in Sachsen-Anhalt, (Deutschland).

## Geografie
Libehna liegt zwischen Köthen (Anhalt) und Halle (Saale).

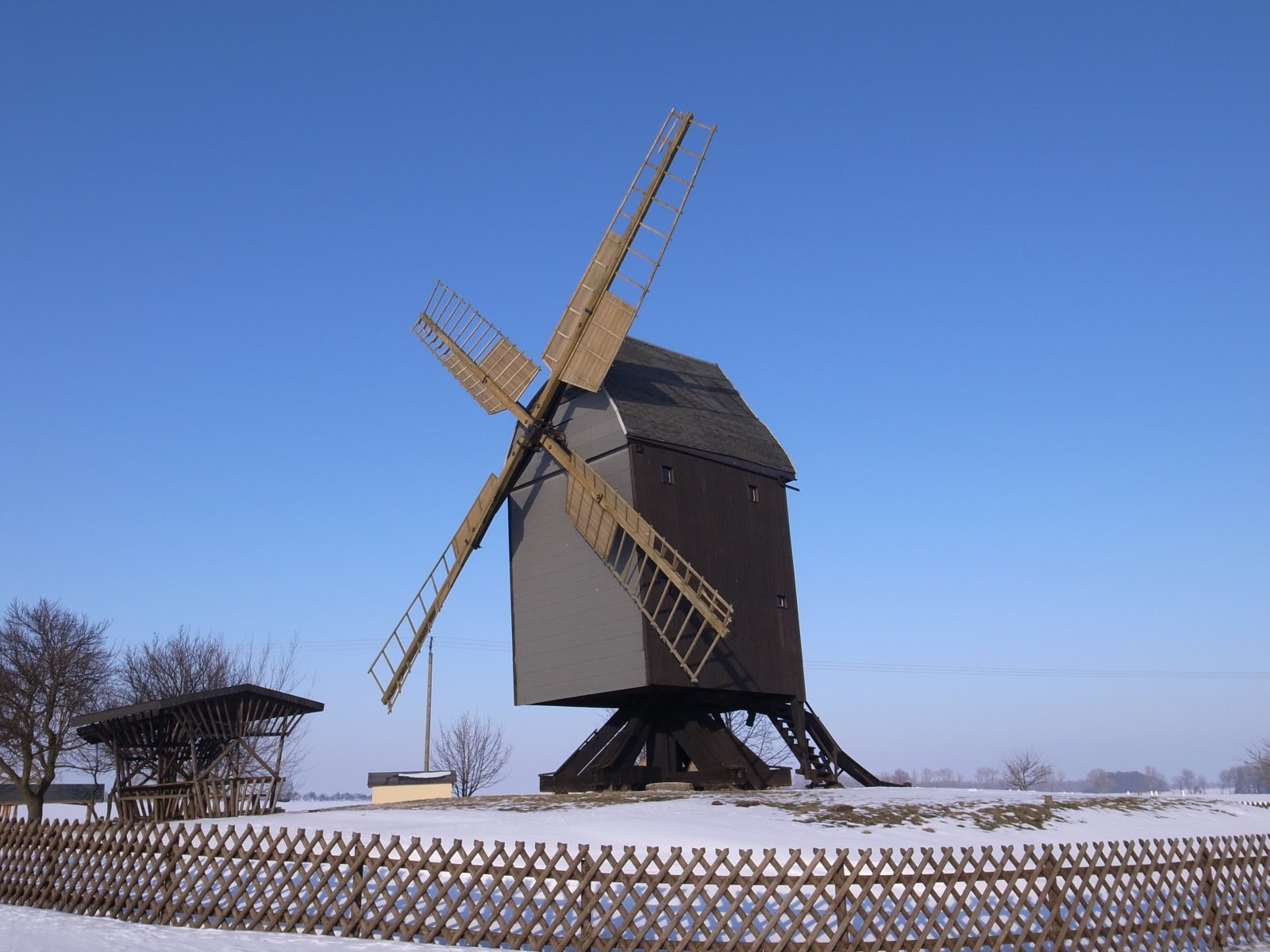
Windmühle Libehna

Die Ortschaft Libehna bildet sich durch die Ortsteile Libehna, Locherau und Repau.

## Geschichte
Libehna gehörte wie die meisten Orte der heutigen Stadt Südliches Anhalt historisch immer zu Anhalt.
Am 20. Juli 1950 wurden die bis dahin eigenständigen Gemeinden Locherau und Repau nach Libehna eingemeindet.
Am 1. Januar 2010 schloss sich Libehna mit 17 anderen Gemeinden zur Stadt Südliches Anhalt zusammen.

## Politik
Letzter Bürgermeister von Libehna war Eicke Zschoche.
Aktueller Ortsbürgermeister ist Matthias Schütz (Die Linke).

## Kultur und Sehenswürdigkeiten
Auf dem Ortsfriedhof ist die Grabstätte eines sowjetischen KZ-Häftlings, der Opfer eines im April 1945 endenden Todesmarsches wurde.
Die Bockwindmühle wurde 1814 erbaut und 1984/85 restauriert. Alljährlich findet Ende Juli das Mühlenfest statt.

## Verkehrsanbindung
Westlich von Libehna verläuft in unmittelbarer Nähe die Bundesstraße 183 von Bitterfeld-Wolfen nach Köthen (Anhalt).